# Našičko Novo Selo
Našičko Novo Selo – wieś w Chorwacji, w żupanii osijecko-barańskiej, w gminie Đurđenovac. W 2011 roku liczyła 344 mieszkańców.